# Barbus lufukiensis
Barbus lufukiensis là một loài cá vây tia thuộc họ Cyprinidae.
Loài này có ở Burundi và Cộng hòa Dân chủ Congo.
Môi trường sống tự nhiên của chúng là sông ngòi.
Nó ngày càng hiếm gặp do mất môi trường sống.